# ستيفن ديفيس (لاعب كرة قدم أمريكية)
ستيفن ديفيس (بالإنجليزية: Stephen Davis)‏ هو لاعب كرة قدم أمريكية أمريكي، ولد في 1 مارس 1974 في سبارتانبرغ في الولايات المتحدة.

## وصلات خارجية
- ستيفن ديفيس على موقع مرجع كرة القدم المحترفة.كوم (الإنجليزية)